# Gandawa-Wevelgem (kobiecy) 2016
5. edycja kobiecego wyścigu kolarskiego Gandawa-Wevelgem (pełna nazwa wyścigu to Gent-Wevelgem in Flanders Fields) odbyła się 27 marca 2016 roku w Belgii. Trasa wyścigu liczyła 115 kilometrów. Zwyciężczynią została Holenderka Chantal Blaak, wyprzedzając Niemkę Lisę Brennauer oraz inną Holenderkę Lucindę Brand.
Gandawa-Wevelgem był czwartym w sezonie wyścigiem cyklu UCI Women’s World Tour, będącym serią najbardziej prestiżowych zawodów kobiecego kolarstwa. Poza wyścigiem kobiecym tego samego dnia, lecz na dłuższej trasie zorganizowano również wyścig mężczyzn.

## Wyniki
| M-ce | Imię i nazwisko      | Kraj              | Drużyna            | Czas       |
| ---- | -------------------- | ----------------- | ------------------ | ---------- |
| 1.   | Chantal Blaak        | Holandia          | Boels Dolmans      | 2h 56' 00" |
| 2.   | Lisa Brennauer       | Niemcy            | Canyon-SRAM        | + 1' 24"   |
| 3.   | Lucinda Brand        | Holandia          | Rabo Liv           | + 1' 24"   |
| 4.   | Amy Pieters          | Holandia          | Wiggle High5       | + 1' 24"   |
| 5.   | Carmen Small         | Stany Zjednoczone | Cervélo-Bigla      | + 1' 24"   |
| 6.   | Annemiek van Vleuten | Holandia          | Orica-AIS          | + 1' 24"   |
| 7.   | Leah Kirchmann       | Kanada            | Liv–Plantur        | + 1' 24"   |
| 8.   | Ellen van Dijk       | Holandia          | Boels Dolmans      | + 1' 24"   |
| 9.   | Emma Johansson       | Szwecja           | Wiggle High5       | + 1' 27"   |
| 10.  | Romy Kasper          | Niemcy            | Boels Dolmans      | + 1' 32"   |
|      |                      |                   |                    |            |
| 25.  | Małgorzata Jasińska  | Polska            | Alé Cipollini      | + 4' 25"   |
| 31.  | Eugenia Bujak        | Polska            | BTC City Ljubljana | + 5' 15"   |
| 71.  | Anna Plichta         | Polska            | BTC City Ljubljana | + 10' 45"  |